# Drapelul Costa Ricăi

Drapelul Costa Ricăi -- Proporțiile steagului - 3:5

Drapelul național al Republicii Costa Rica se bazează pe un design creat în 1848. Acesta este, de asemenea, utilizat ca steag militar, și include stema Costa Ricăi. Steagul civil, utilizat în mod obișnuit ca drapel național neoficial, exclude stema. 
Drapelul a fost adoptat în mod oficial la 27 noiembrie 1906 incluzând o ușoară modificare în ceea ce privește plasarea și designul stemei. Drapelul a fost actualizat pentru a reflecta modificările realizate la stema națională în 1964 și 1998.
Drapelul Thailandei este similar cu steagul din Costa Rica, cu excepția faptului ca dungile albastre și roșii sunt inversate.

## Culori
| Schema  | Albastru               | Roșu                     | Alb                    |
| ------- | ---------------------- | ------------------------ | ---------------------- |
| RGB     | 0,43,127               | 206,17,38                | 255,255,255            |
| HTML    | #002B7F                | #CE1126                  | #FFFFFF                |
| CMYK    | 1.0 - 0.66 - 0.0 - 0.5 | 0.0 - 0.91 - 0.81 - 0.19 | 0.0 - 0.0 - 0.0 - 0.0. |
| Pantone | 280                    | 186                      | safe                   |

## 1892
În cea mai mare parte a perioadei sale coloniale, Costa Rica a fost provincia sudică a Căpităniei Generale a Guatemalei, care a făcut parte din viceregatul Noii Spanii (de exemplu, Mexic), dar care, în practică, a funcționat ca o entitate în mare parte autonomă în cadrul Imperiului Spaniol. Ca atare, zona unde se află Costa Rica în prezent a avut diferite steaguri ale Imperiilor spaniole și mexicane până în 1823.
Costa Rica a fost parte a Republicii Federale a Americii Centrale (inițial cunoscut sub numele de „Provinciile Unite ale Americii Centrale“), un stat suveran în America Centrală, care a fost alcătuit din teritoriile fostei Căpitănii Generale a Guatemalei. O democrație republicană a existat din iulie 1823 până în 1841. În această perioadă, Costa Rica a folosit steagul Provinciilor Unite ale Americii Centrale, completat de variații specifice ale statului Costa Rica în cadrul Provinciilor Unite ale Americii Centrale (un steag albastru și alb cu dungi ale Provinciilor Unite, la care s-a adăugat stema Costa Ricăi).
Atunci când Republica Federală a Americii Centrale s-a dizolvat neoficial în 1841, Costa Rica a făcut o modificare suplimentară steagului Provinciilor Unite ale Americii Centrale.

## Drapele din 1848
Designul orizontal albastru, alb și roșu a fost creat în 1848 de către Pacífica Fernández, soția președintelui de atunci José María Castro Madriz. Fernández s-a inspirat din Revoluția franceză de la 1848 și de crearea celei de-a doua republici franceze. Noul design al steagului Costa Ricăi a adoptat culorile tricolorului francez.
Culoarea albastră reprezintă cerul, oportunitățile, idealismul și perseverența. Culoarea albă înseamnă pace, înțelepciune și fericire. Culoarea roșie înseamnă sângele vărsat de martiri în apărarea țării, precum și căldura și generozitatea poporului. Dungile sunt în raport 1:1:2:1:1.
Stema Costa Ricăi a fost, de asemenea, revizuită în 1848 și plasată în centrul steagului. În 1906, când a fost modificată stema, pe steag a fost plasată pe un disc alb pe banda roșie și mai târziu pe un oval, orientată spre lance.
Stema descrie istmul dintre Oceanul Pacific și Marea Caraibelor cu 3 vulcani. Cele 7 stele reprezintă cele 7 provincii din Costa Rica. Numele spaniol al țării este scris pe o panglică albă, Republica de Costa Rica (Republica Costa Rica), iar Uniunea Central-Americană este scrisă pe panglica albastră de sus, America Central, reamintind de fostele Provincii Unite ale Americii Centrale.
Drapelul Costa Ricăi este similar cu drapelul Thailandei, care a fost adoptat 11 ani mai târziu în 1917. De asemenea, seamănă cu drapelul Coreei de Nord, adoptat cu aproape 42 de ani mai târziu în 1948.

## Steaguri istorice

septembrie 1821 – 6 iunie 1823
6 iunie 1823 – 4 martie 1824
4 martie – 2 noiembrie 1824
2 - 22 noiembrie 1824
22 noiembrie 1824 – 15 noiembrie 1840
21 aprilie 1840 – 20 aprilie 1842
septembrie 1842 – 12 noiembrie 1848
12 noiembrie 1848 – 27 noiembrie 1906
1906–1964
1964–1998